# سکیرو: سایه‌ها دو بار می‌میرند
سکیرو: سایه‌ها دو بار می‌میرند (به انگلیسی: Sekiro: Shadows Die Twice) یک بازی ویدئویی در سبک اکشن-ماجراجویی است که توسط شرکت فرام سافتور توسعه یافته شده و به‌وسیلهٔ اکتیویژن در ۲۲ مارس ۲۰۱۹ برای مایکروسافت ویندوز، پلی‌استیشن ۴، و ایکس‌باکس وان، و ۲۸ اکتبر ۲۰۲۰ برای استادیا منتشر شد.
این بازی برای نخستین بار با یک تیزر در جشنواره جوایز بازی سال ۲۰۱۷، با نام «سایه‌ها دو بار می‌میرند» نشان داده شد، و سپس بازی با عنوان کامل سکیرو: سایه‌ها دو بار می‌میرند، در نمایشگاه رسانه و تجارت ای۳ ۲۰۱۸ و در طی کنفرانس مطبوعاتی شرکت مایکروسافت رونمایی شد. همچنین این بازی در مراسم گیم اواردز سال ۲۰۱۹ در رقابت با عناوینی همچون دث استرندینگ و… توانست به عنوان بهترین بازی سال انتخاب شود.
نکته جالب برای طرفداران ایرانی این بازی، آمدن اسم یک ایرانی در میان طراحان کانسپت بازی به نام «سپیده دان اصفهانی» است که علاوه بر این در طراحی سایر بازی‌های فرام سافتور نیز نقش داشته‌است.

## گیم‌پلی
گیم‌پلی این بازی بر اساس مخفی‌کاری و مبارزات طراحی شده‌است، ساختار مبارزات بر اساس دیفلکت کردن ضربات دشمنان طراحی شده‌است و نسبت به بازی‌های دیگر فرام سافتور متفاوت است، یکی دیگر تفاوت‌های این عنوان نسبت به ساخته‌های دیگر میازاکی عدم حق انتخاب لباس و اسلحه است و بازیکن می‌تواند فقط از یک شمشیر کاتانا برای مبارزات استفاده کند. همچنین سکیرو یک دست مصنوعی دارد که قابلیت‌های مختلفی به او اضافه می‌کند. یکی از قابلیت‌های جالب این بازی که بر گرفته از اسم آن هم است قابلیت احیا شدن پس از مرگ است.

## داستان
شخصیت اصلی داستان گرگ یک دست، یک جنگجوی ضربه خورده‌است که از آستانه مرگ نجات پیدا کرده‌است. او بعد از این که اربابش ربوده شد و دستش توسط یک فرمانده سامورایی قطع شد، در ظاهر کشته شد اما او از مرگ نجات پیدا کرد. این شینوبی وقتی بیدار شد، متوجه شد که دستش توسط یک بوسشی مرموز (کشیش بودایی) با یک دست پروتزی تعویض شده‌است. حالا هدف او نجات اربابش و گرفتن انتقام است. سلاح او در این راه یک کاتانا و یک بازوی پروتزی است که به او اجازه می‌دهد ابزار و وسایل مختلفی را روی آن نصب کند.